# Омега (Рок бенд)
Омега је био мађарски рок бенд основан 1962. године у Будимпешти, и сматра се за најуспешнији мађарски бенд у историји. Издали су преко 20 албума на мађарском и енглеском језику. Након неколико раних кадровских промена, њихова класична постава се окупила 1971. и била је непромењена више од четрдесет година. 
Певач Јанош Кобор (1943-2021) је био са бендом непрекидно од 1962. до своје смрти 2021. године; клавијатуриста/певач Ласло Бенко је био присутан од 1962. до своје смрти 2020. Гитариста Ђерђ Молнар (1949) и басиста Тамаш Михали (1947-2020) придружили су се 1967. године, а бубњар Ференц Дебрецени (1948) придружио им се 1971. 
Најпознатија песма бенда је Gyöngyhajú lány. Текст песме написан је 1968. године, а композиција 1969. када је и објављена на њиховом албуму "10000 lépés" (10000 корака). „Gyöngyhajú lány“ је била веома популарна у многим земљама, укључујући Западну Немачку, Велику Британију, Француску, Пољску, Румунију, Чехословачку, Југославију и Бугарску.
Текст је написала Ана Адамис (1943), музику компоновао Габор Пресер (1948), а песму је отпевао Јанош Кобор.
Године 1969. објављена је и на синглу „Petróleumlámpa / Gyöngyhajú lány“, и тада је песма стекла велику популарност.
Омега је снимила и друге верзије ове песме на страним језицима: енглеском („Pearls in Her Hair") и немачком („Perlen im Haar“).
Песму је 1987. године обрадила новосадска рок група Грива под именом "Девојка бисерне косе".

## Дискографија
Студијски албуми на мађарском језику
- Trombitás Frédi és a rettenetes emberek (1968)
- 10000 lépés (1969)
- Éjszakai országút (1970)
- 200 évvel az utolsó háború után (снимљен 1972, објављен 1998 због цензуре)
- Omega 5 (1973); касније прерађен
- Omega 6: Nem tudom a neved (1975); касније прерађен
- Omega 7: Időrabló (1977);
- Omega 8: Csillagok útján (1978); касније прерађен
- Gammapolis (1979); lкасније прерађен
- Omega X: Az arc (1981)
- Omega XI (1982)
- Omega 12: A föld árnyékos oldalán (1986)
- Omega XIII: Babylon (1987)
- Trans And Dance (1995); касније прерађен
- Omega XV: Egy életre szól (1998)
- Omega XVI: Égi jel: Omega (2006), Mahasz: Gold[1]
- Omega Rhapsody (2010)
- Omega Szimfónia & Rapszódia (2012), Mahasz: Gold
- 55 - Volt Egyszer Egy Vadkelet (2017)
- Testamentum (2020), Mahasz: 5× Platinum[2]

На енглеском језику
- Omega Red Star From Hungary  (1968)
- Omega (1973)
- 200 Years After The Last War (1974)
- Omega III (1974)
- The Hall Of Floaters In The Sky (1975)
- Time Robber (1976)
- Skyrover (1978)
- Gammapolis (1979)
- Working (1981)
- Transcendent (1996)
- Omega Rhapsody (2010)

На немачком језику
- Das Deutsche Album (1973, Amiga Records)